# Lenz & Co.
Die GmbH Lenz & Co. (ab 1924 Lenz & Co. GmbH) war ein deutsches Eisenbahnbau- und -betriebsunternehmen, das 1892 gegründet und 1970 liquidiert wurde.

## Geschichte
Das Unternehmen wurde am 30. Juli 1892 mit Sitz in Stettin gegründet, zwei Tage nach der Verkündung des Preußischen Kleinbahngesetzes. Es wuchs mit seinen Tochtergesellschaften rasch zum bedeutendsten Neben- und Kleinbahn-Konzern in Deutschland heran und spielte bis Mitte des 20. Jahrhunderts eine große Rolle auf dem Sektor des Verkehrswesens. Letztlich war es auch die Basis für die Entwicklung konkurrenzfähiger Privatbahnen im Zuge der Regionalisierung des Eisenbahnwesens in der Bundesrepublik Deutschland.
1909 wurde die Koloniale Bergbau-Gesellschaft gegründet.

## Kleinbahnbau in Preußen
Die Geschichte des Lenz-Konzerns begann Ende des 19. Jahrhunderts, als das Netz der Haupteisenbahnlinien im Deutschen Reich vollendet und auch ein Großteil der Nebenbahnen bereits in Betrieb war. Allerdings waren damals noch immer viele Regionen – vor allem in landwirtschaftlich strukturierten Gegenden – ohne Eisenbahnanbindung geblieben. Vor allem der größte deutsche Staat, das Königreich Preußen, sah sich nicht in der Lage, alle berechtigten Wünsche der betroffenen Bevölkerung dadurch zu erfüllen, dass die Preußische Staatsbahn selbst als Bauherr und Betreiber fungierte.

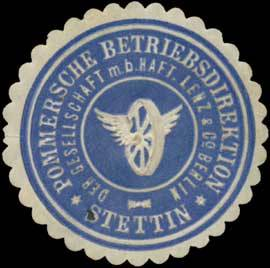
Siegelmarke der Pommerschen Betriebsdirektion Stettin

Die Preußische Regierung verfolgte daher den Plan, die lokalen Bahnen in einer vereinfachten Betriebsweise durch private Gesellschaften bauen und betreiben zu lassen, an denen sich der Staat, die Provinzen, die Kreise und Städte, sowie örtliche Interessenten aus der Wirtschaft beteiligen konnten.
Zu diesem Zweck wurde das Preußische Kleinbahngesetz geschaffen, das am 28. Juli 1892 verkündet wurde. Dieses Gesetz führte in gut zwei Jahrzehnten zum Bau von Neben- und Kleinbahnen im Königreich Preußen in einem Umfang von mehr als 12.000 km. Das Eisenbahnnetz wurde dadurch von 6,99 km auf 13,7 km je 100 km² verdichtet; es hatte sich also fast verdoppelt. Der Anteil der nichtstaatlichen Eisenbahnen am Gesamtstreckennetz in Preußen stieg von 6 % im Jahr 1892 wieder an auf 26 % im Jahr 1914.
An diesen Bauvorhaben war die Lenz & Co. GmbH mit rund 100 Bahnen zu einem Drittel beteiligt. Die Gründer dieses Unternehmens hatten offenbar den Trend rechtzeitig erkannt und die Möglichkeiten, die das neue Gesetz bot, voll ausgeschöpft.

## Lenz-Konzern
Das Gesellschaftskapital in Höhe von 4 Millionen Mark verteilte sich auf folgende Gesellschafter:
- Berliner Handels-Gesellschaft als Hauptanteilseigner,
- Friedrich Lenz und
- Georg von Bleichröder zu je einem Viertel der Anteile,
- Friedrich Alfred Krupp und
- mehrere Banken mit kleineren Beteiligungen.

Alleiniger Geschäftsführer war Friedrich Lenz.
Anfangs lag der Schwerpunkt der Bautätigkeit des Unternehmens in Mecklenburg, anschließend in der preußischen Provinz Pommern. Nachdem sich die Aktivitäten auf ganz Preußen ausgeweitet hatten, wurde im Jahr 1899 der Sitz des Unternehmens nach Berlin verlegt.
Ferner wurden Bau- und Betriebsabteilungen in Altona, Berlin, Breslau, Halle (Saale), Köln und Stettin eingerichtet, damit die Betriebsführung für die Bahnen effektiv durchgeführt werden konnte, zu der sich das Unternehmen Lenz & Co. bei den meisten Neubauten für die ersten Betriebsjahre verpflichtet hatte.
Die starke Bautätigkeit des Unternehmens im ersten Jahrzehnt seines Bestehens führte zu einem erheblichen Kapitalbedarf bei der Hausbank. Diese erhielt zwar Aktien der neu gegründeten Bahngesellschaften, konnte diese aber am Kapitalmarkt nicht günstig verwerten, weil es sich hier um ziemlich kleine Unternehmungen handelte, die ganz unterschiedliche Renditen abwarfen. So entschloss man sich, diese Werte in einer Holding-Gesellschaft zusammenzufassen, deren Aktien eine interessante Anlagemöglichkeit für das Publikum bieten würden.
Diese Überlegungen führten zur Gründung der AG für Verkehrswesen (AGV) im Juni 1901. Sie übernahm unverzüglich sämtliche Anteile der GmbH Lenz & Co., die dem Konzern seinen (inoffiziellen) Namen gegeben hatte. Fortan war die neue Tochtergesellschaft nur noch eine der Betriebsführungsgesellschaften für Bahnen, an denen die AGV beteiligt war. Andere vom Unternehmen Lenz & Co. gegründete Betriebsführungsgesellschaften waren die Ostdeutsche Eisenbahn-Gesellschaft in Königsberg (1893) und die Westdeutsche Eisenbahn-Gesellschaft (1895), jeweils mit mehreren Tochtergesellschaften.
Allerdings war sie die bedeutendste. Schon im Jahr 1905 umfasste die Betriebsführung Strecken von 2137,3 km Länge, davon 1113,0 km in Normalspur. Zwar verursachte die Gründung der Kleinbahnabteilung des Provinzialverbandes Pommern in Stettin, die 1910 den Betrieb von 18 Lenz-Kleinbahnen übernahm, einen starken Rückgang (Pommersche Schmalspurbahnen). Dieser wurde aber durch die Tätigkeit für neue Bahnen alsbald wieder ausgeglichen.
In Berlin wurde 1928–1929 ein neues Verwaltungsgebäude nach Plänen des Architekten Heinrich Straumer errichtet, dessen Bauherrin und Eigentümerin die Baugesellschaft Kurfürstenstraße AG war, eine Tochtergesellschaft der AG für Verkehrswesen. In diesem Gebäude hatten 16 Eisenbahngesellschaften des Lenz-Konzerns ihren Sitz, außerdem eine Eisenbahn-Versicherung, eine Wohnungsbaugesellschaft und eine Niederlassung der Bauunternehmung Dyckerhoff & Widmann.
Nach der Umstrukturierung des AGV-Konzerns in den Jahren 1928/1929 erreichte der Umfang des Unternehmens Lenz & Co. im Jahr 1931 einen Höhepunkt mit einer Gesamtlänge der 30 Betriebsführungs-Strecken von 1118 km. Das war mehr als ein Viertel aller zum Einflussbereich der AGV gehörenden Bahnstrecken. Sie wurden durch Betriebsabteilungen in Berlin, Breslau und Halle verwaltet und nutzten die Werkstätten in Herzfelde und Jauer.
Dieser Zustand änderte sich in den Jahren bis zum Beginn des Zweiten Weltkriegs nicht wesentlich. Zum AGV-Konzern gehörten damals Bahnen im Gesamtumfang von 3475 km.

## Bahnstrecken
Lenz & Co. baute und betrieb folgende Bahnen:

### Mitteldeutschland
- Eisenbahn-Gesellschaft Mühlhausen-Ebeleben mit 25,6 km zum 1. Juni 1897 (27,3 km zum 20. März 1905)
- Halle-Hettstedter Eisenbahn-Gesellschaft mit 62,9 km zum 9. Januar 1895
- Nauendorf-Gerlebogker Eisenbahn-Gesellschaft mit 15,2 km zum 18. Juli 1900
- Strausberg-Herzfelder Kleinbahn AG mit 16,4 km zum 20. September 1896

### Schlesien
- Bunzlauer Kleinbahn AG mit 60,3 km zum 10. April 1906
- Eulengebirgsbahn AG mit 50,6 km zum 1. Juni 1900
- Frankenstein-Münsterberg-Nimptscher Kreisbahn AG mit 49,9 km zum 1. November 1908
- Görlitzer Kreisbahn AG mit 27,3 km zum 20. März 1905
- Guhrauer Kreisbahn AG mit 46,7 km zum 25. September 1916
- Kleinbahn-AG Grünberg–Sprottau mit 50,7 km zum 1. Oktober 1911
- Kleinbahn AG Guttentag–Vosswalde mit 10,9 km zum 2. Dezember 1913
- Kleinbahn AG Jauer–Maltsch mit 30,3 km zum 1. Oktober 1902
- Kleinbahn AG Kohlfurt–Rothwasser mit 6,3 km zum 22. Oktober 1913
- Kleinbahn-AG Lüben–Kotzenau mit 28,1 km zum 1. Oktober 1917
- Kleinbahn Horka–Rothenburg–Priebus AG mit 25,7 km zum 15. Dezember 1907
- Liegnitz-Rawitscher Eisenbahn-Gesellschaft mit 74,5 km zum 5. Februar 1898
- Neisser Kreisbahn AG mit 39,7 km zum 5. Dezember 1911
- Neustadt-Gogoliner Eisenbahn-Gesellschaft mit 41,6 km zum 22. Oktober 1896
- Ohlauer Kleinbahn AG mit 29,7 km zum 1. Oktober 1910

### Österreichisch Schlesien
- Staatsbahn Haugsdorf–Weidenau (für k.k. Staatsbahnen, grenzüberschreitend mit Neisser Kreisbahn) 1911–1918

### Pommernund Mecklenburg
- Franzburger Kreisbahnen mit 67,2 km zum 4. Mai 1895, Betrieb bis 31. März 1910
- Rügensche Kleinbahn mit 10,8 km zum 21. Juli 1895
- Eisenbahn-Gesellschaft Greifswald-Grimmen mit 48,4 km zum 26. November 1896
- AG Demminer Kleinbahnen mit 156,0 km zum 23. Januar 1897
- Eisenbahn-Gesellschaft Stralsund-Tribsees mit 33,7 km zum 23. Dezember 1900
- Mecklenburgische Bäderbahn AG mit 10,3 km zum 2. Juli 1925

### HessenundSchleswig-Holstein
- Alsener Kreisbahnen (AKrB) 1898 (stillgelegt 1933)
- Butzbach-Licher Eisenbahn-Gesellschaft AG mit 57,1 km zum 28. März 1904
- Kiel-Schönberger Eisenbahn mit 24,1 km zum 7. Juli 1897
- Kleinbahn Kiel–Segeberg mit 48,7 km zum 2. Dezember 1911
- Ratzeburger Kleinbahn AG (Ratzeburg–Klein Thurow) mit 21,3 km zum 27. Juni 1903 (stillgelegt am 31. März 1934)

Nach dem Ende des Zweiten Weltkriegs 1945 blieben nur die drei Bahnen in Hessen und Schleswig-Holstein in der Verfügungsgewalt des Unternehmens. Ihre Betriebsführung wurde der Deutschen Eisenbahn-Gesellschaft übertragen. Das Unternehmen Lenz & Co. GmbH schied aus den Verkehrsaktivitäten der AG für Verkehrswesen aus. Ihm wurden Beteiligungen an Verbrauchermärkten übertragen, deren geschäftliche Entwicklung jedoch nicht den Erwartungen entsprach. Die Gesellschafterversammlung beschloss am 31. Dezember 1970, die Gesellschaft zu liquidieren.

## Fahrzeuge
Das Unternehmen Lenz bestellte für alle Bahnen möglichst einheitliche Fahrzeuge, damit die Maschinen preiswert produziert werden konnten. Bis auf den Lenz-Typ „m“ unterschieden sich die Konstruktionen der einzelnen Baureihen je nach Hersteller doch erheblich voneinander.
Lenz-Dampflokomotiven:
- 1435 mm Spurweite (Normalspur):
  - Lenz-Typ b
  - Lenz-Typ cc

- 1000 mm Spurweite:
  - Lenz-Typ i; 1892–1902
  - Lenz-Typ x; 1894
  - Lenz-Typ ii; 1902–1910
  - Lenz-Typ J; 1914
    - Lenz-Typ Jh (Heißdampfausführung des Lenz-Typ J); 1928

- 750 mm Spurweite:
  - Lenz-Typ n; 1895
  - Lenz-Typ m; 1896, 1912
  - Lenz-Typ nn: 1902–1911
  - Lenz-Typ M; 1913, 1914
    - Lenz-Typ Mh (Heißdampfausführung des Lenz-Typ M); 1925

  - Lenz-Typ o